# Nkosi Johnson
Nkosi Johnson, né Xolani Nkosi le 4 février 1989 et mort le 1er juin 2001, est un enfant sud-africain victime du SIDA dont le destin a eu un fort impact sur la perception de la pandémie et de ses effets par le public avant sa mort à 12 ans. Il était alors l'enfant né avec le SIDA avec la plus grande longévité. 
Il conserve une notable popularité en Afrique du Sud.